# San Isidro el Llano
San Isidro el Llano är en ort i Mexiko.   Den ligger i kommunen Simojovel och delstaten Chiapas, i den sydöstra delen av landet, 700 km öster om huvudstaden Mexico City. San Isidro el Llano ligger 319 meter över havet och antalet invånare är 179.
Terrängen runt San Isidro el Llano är kuperad åt sydväst, men åt nordost är den bergig. San Isidro el Llano ligger nere i en dal. Runt San Isidro el Llano är det ganska glesbefolkat, med 45 invånare per kvadratkilometer. Närmaste större samhälle är Simojovel de Allende, 11,4 km väster om San Isidro el Llano. I omgivningarna runt San Isidro el Llano växer huvudsakligen savannskog.